# Croton tulasnei
Croton tulasnei är en törelväxtart som beskrevs av Henri Ernest Baillon. Croton tulasnei ingår i släktet Croton och familjen törelväxter. Inga underarter finns listade i Catalogue of Life.